# Marcus Resch
Marcus Resch (* 31. März 1965 in Düsseldorf) ist ein deutscher Politiker (Alternative für Deutschland). Seit 2024 ist er Abgeordneter im Hessischen Landtag.

## Leben
Resch legte 1986 das Abitur in Düsseldorf ab und studierte Medizin und Geologie an der Universität Marburg. Danach studierte er Geologie an der Universität Frankfurt am Main und schloss das Studium als Diplom-Geologe ab. Nach einem weiteren Studium für das Lehramt an Realschulen an der Universität Koblenz arbeitete er als wissenschaftlicher Mitarbeiter bei Universitäten und Senckenberg sowie Stockmeier Chemie. Er war Lehramtsanwärter in Bitburg und später Dozent.

## Politik
Im Juli 2017 wurde er Mitglied AfD. Er gehört dem Kreistag des Rheingau-Taunus-Kreises und der Stadtverordnetenversammlung Taunusstein an. Bei der Landtagswahl in Hessen 2023 wurde er auf Platz 14 der AfD-Landesliste in den Landtag gewählt, dem er seit dem 18. Januar 2024 angehört. Im Landtag ist er Mitglied im Petitionsausschuss, im Ausschuss für Landwirtschaft und Umwelt sowie im Stiftungsrat Hessischer Tierschutz.